# Mr. Beast
Mr. Beast is het 5e album van de Schotse post-rockers van Mogwai. Deze plaat is uitgekomen op 6 maart 2006 onder het label PIAS Recordings.

## Tracklist
1. Auto Rock (4:18)
2. Glasgow Mega-Snake (3:35)
3. Acid Food (3:40)
4. Travel Is Dangerous (4:01)
5. Team Handed (3:58)
6. Friend Of The Night (5:30)
7. Emergency Trap (3:31)
8. Folk Death 95 (3:34)
9. I Chose Horses (5:13)
10. We're No Here (5:39)

## Muzikanten
- Stuart Braithwaite - gitaar, zang op "Acid Food"
- Dominic Aitchison - basgitaar
- Martin Bulloch - drum
- John Cummings - gitaar
- Barry Burns - piano, gitaar, fluit, zang op "Travel Is Dangerous"
- Craig Armstrong - keyboard op "I Chose Horses"
- Tetsuya Fukagawa - zang op "I Chose Horses"